# Палех
Палех (на руски: Палех) e селище от градски тип в Русия, Ивановска област, административен център на Палехски район.
Населението на града към 1 януари 2018 година е 4801 души.